# Тайксе
Та́йксе (ест. Taikse küla) — село в Естонії, у волості Тюрі повіту Ярвамаа.

## Населення
Чисельність населення на 31 грудня 2011 року становила 152 особи.

## Географія
Через населений пункт проходить автошлях 26 (Тюрі — Аркма).